# Tripolistadion
Het Tripolistadion (Arabisch: ملعب طرابلس) is een multifunctioneel stadion in de Libische hoofdstad Tripoli. Het stadion is het grootste van Libië en een van de grootste van Afrika. De vorige naam van het stadion was 11 Junistadion, die naam refereert aan de dag in 1967 dat de Amerikaanse Strijdkrachten gevraagd werd Libië te verlaten. 
Het stadion wordt voornamelijk gebruikt voor voetbalwedstrijden van Al Ahly Tripoli, Al Ittihad Tripoli en het Libisch voetbalelftal maar kan door de aanwezigheid van een sintelbaan ook worden gebruikt voor atletiekwedstrijden. Het stadion was de belangrijkste speelplaats van de Afrika Cup 1982. Een andere belangrijke wedstrijd die in dit stadion plaatsvond was de Italiaanse Supercoppa 2002.
In 2022 werd het stadion gerenoveerd. Na ongeveer twee jaar aan werkzaamheden werd het stadion in maart 2024 heropend. Tijdens de opening werd er een wedstrijd gespeeld tussen oud-spelers van AC Milan en spelers van het Libische voetbalelftal.

## Afrika Cup 1982
In 1982 werd dit stadion gebruikt voor de Afrika Cup van dat jaar. Er werden twee stadions uitgekozen om wedstrijden te spelen. Het andere stadion was het 28 Maartstadion in Bhengazi. Er werden 6 groepswedstrijden, een halve finale en de (troost)finale gespeeld.
| № | Datum         | Wedstrijd          | Uitslag | Afrika Cup   | Toeschouwers |
| - | ------------- | ------------------ | ------- | ------------ | ------------ |
| 1 | 5 maart 1982  | Libië – Ghana      | 2 – 2   | Groepsfase   | 42.500       |
| 2 | 5 maart 1982  | Kameroen – Tunesië | 1 – 1   | Groepsfase   | 45.000       |
| 3 | 9 maart 1982  | Kameroen – Ghana   | 0 – 0   | Groepsfase   | 40.000       |
| 4 | 9 maart 1982  | Libië – Tunesië    | 2 – 0   | Groepsfase   | 40.000       |
| 5 | 12 maart 1982 | Ghana – Tunesië    | 1 – 0   | Groepsfase   | 40.000       |
| 6 | 12 maart 1982 | Libië – Kameroen   | 0 – 0   | Groepsfase   | 40.000       |
| 7 | 16 maart 1982 | Libië – Zambia     | 2 – 1   | Halve finale | 50.000       |
| 8 | 18 maart 1982 | Algerije – Zambia  | 0 – 2   | Troostfinale | 2.000        |
| 9 | 19 maart 1982 | Ghana – Libië      | 1 – 1   | Finale       | 50.000       |